# Halsband-Bartvogel
Der Halsband-Bartvogel (Lybius torquatus), auch Schwarznacken-Bartvogel genannt, ist eine Art der Familie der Afrikanischen Bartvögel. Innerhalb dieser Familie wird er den Zahnbartvögeln zugerechnet. Die Art kommt in Afrika südlich des Äquators vor und hat ein sehr großes Verbreitungsgebiet. Es werden mehrere Unterarten unterschieden. Die IUCN stuft den Halsband-Bartvogel als  (=least concern – nicht gefährdet) ein.

## Erscheinungsbild
Die Männchen der Nominatform erreichen eine Flügellänge von 8,8 bis 9,6 Zentimeter. Der Schwanz erreicht eine Länge von 5,3 bis 6,1 Zentimeter. Die Schnabellänge beträgt 2,15 bis 2,48 Zentimeter. Weibchen haben ähnliche Körpermaße. Wie für Zahnbartvögel charakteristisch besteht kein auffälliger Sexualdimorphismus.

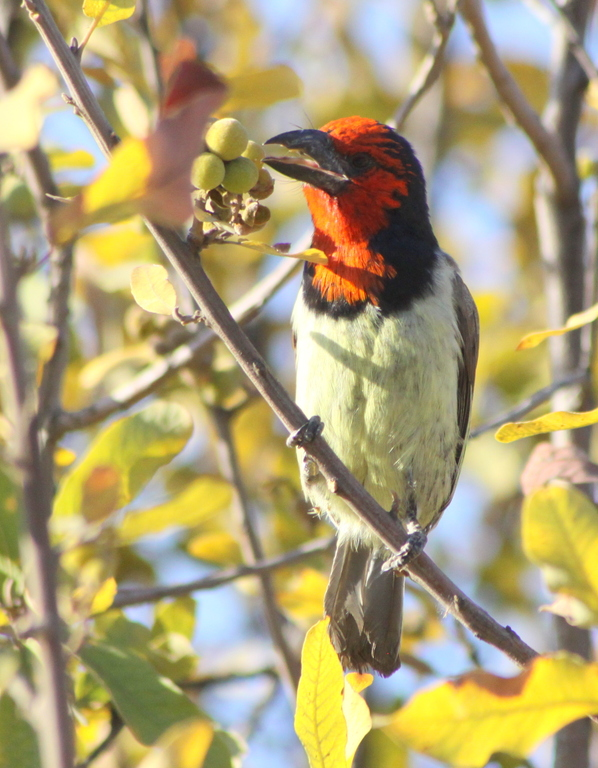
Halsband-Bartvogel bei der Nahrungsaufnahme

Bei Männchen und Weibchen sind gewöhnlich die Stirn, der Oberkopf, das Gesicht, die vorderen Ohrdecken, das Kinn und die Kehle sowie die Vorderbrust rot. Bei einigen wenigen Individuen ist die Färbung auch orangerot oder rosarot. Ein glänzend schwarzes Band verläuft entlang der hinteren Ohrdecken, den Halsseiten, dem Vorderrücken und als schmäleres Band über die Mitte der Brust. Auf der Rückenmitte ist der Halsband-Bartvogel bräunlich mit kleinen schwarzen und blassgelben Flecken, der Bürzel und die Oberschwanzdecken sind bei einigen Individuen vollständig gelb. Die Steuerfedern sind auf der Oberseite braun, auf der Unterseite graubraun. Die Körperunterseite unterhalb des schwarzen Brustbands ist gelblich und weist bei einigen Individuen eine feine braunschwarze Sprenkelung auf. Die Körperseiten und Flanken sind blass gelblich-weiß, die Unterschwanzdecken sind gelbweiß und weisen mitunter braune Längsstreifen auf. Die Schwingen sind braun mit schmalen gelben Säumen.
Der sehr kräftige und im Verhältnis zur Körpergröße große Schnabel ist schwarz. Die unbefiederte Haut rund um die Augen ist grauschwarz, die Augen variieren von rot über violettrot bis kastanienbraun oder braun. Die Füße und Beine sind grau bis schwarz.
Jungvögel ähneln den Adulten, die roten Partien am Vorderkörper sind anfangs jedoch auf kleine Flecken an Kinn, Kehle und Brust beschränkt. Sie sind insgesamt blasser gelblich als Adulte und das schwarze Band wirkt bei ihnen bräunlicher. Die Augen sind grau.
Der Halsband-Bartvogel ist ein sehr auffälliger und ruffreudiger Bartvogel, der durch die Kombination von rotem Kopf, schwarzem Halsband und gelblicher Unterseite mit kaum einer anderen Vogelart verwechselt werden kann. Der entfernt ähnliche Rotgesicht-Bartvogel ist auf der Körperunterseite schwarz, der Braunbrust-Bartvogel ist von der unteren Brust bis zum Bauch weiß. Ihm fehlt auch ein dunkleres Band, das über die Brustmitte verläuft.

## Verbreitung

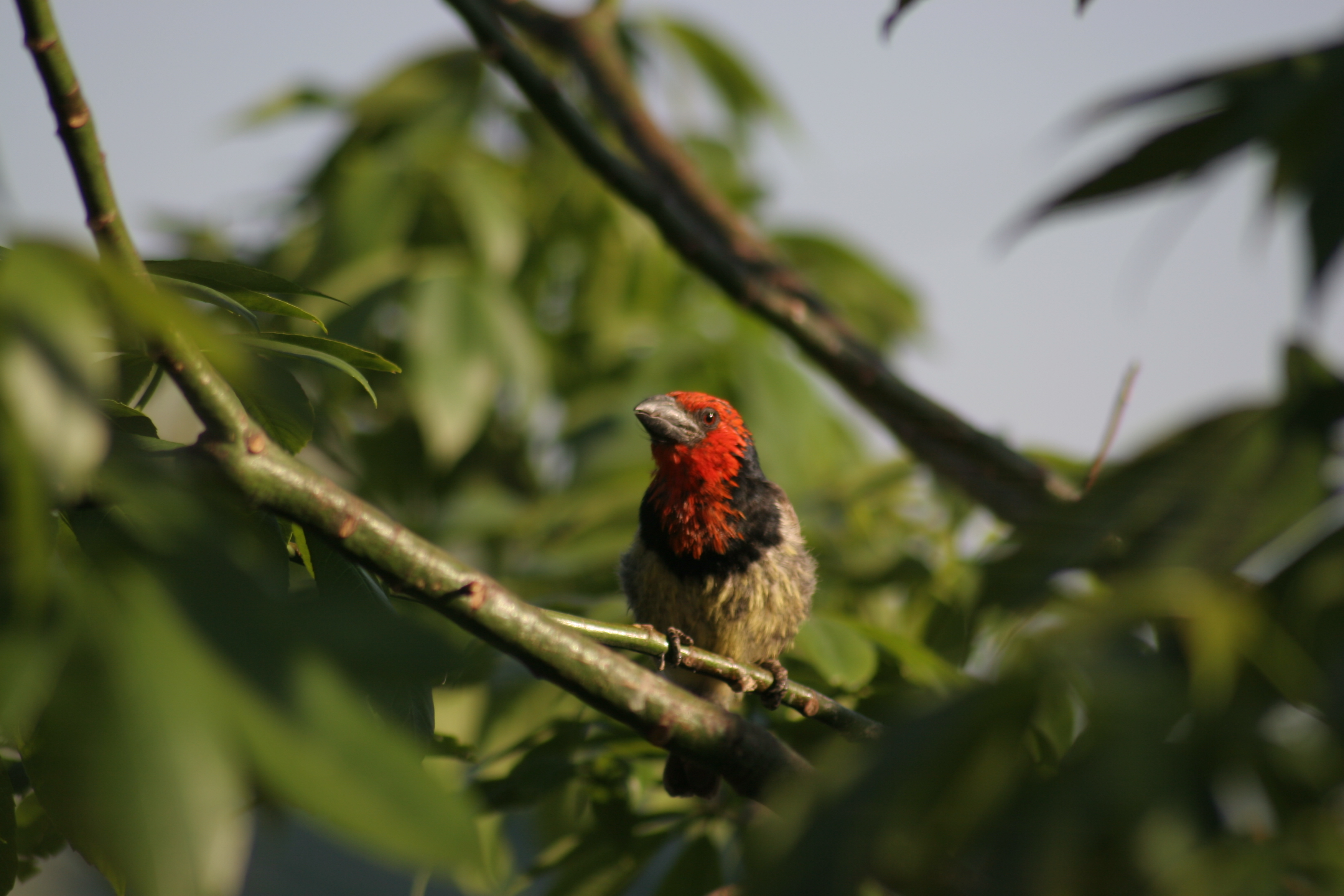

Das Verbreitungsgebiet des Halsband-Bartvogels wird auf 4,7 Millionen Quadratkilometer geschätzt. Es erstreckt sich vom Norden Angolas über den Süden und Osten der Demokratischen Republik Kongo, dem Südwesten Ugandas, dem Osten Ruandas, Tansania und der Küstenregion Kenias bis in den Norden Namibias, dem Norden und Osten Botswanas, die südafrikanische Provinz Freistaat, den Osten der südafrikanischen Kapprovinz, Eswatini und den Süden Mosambiks.
Halsband-Bartvögel kommen grundsätzlich zwischen dem Meeresniveau und Höhenlagen von 1.600 Metern vor. In Angola werden sie auch noch auf 1.820 Meter beobachtet.

## Lebensraum
Der Lebensraum des Halsband-Bartvogels sind offene Wälder, baumbestandenes Grasland, Waldränder, Gärten und baumbestandenes Kulturland. Sie fehlen in dichtem Wald, sehr trockenen Waldgebieten, im Buschland und in der Wüste. In den Regionen, in denen der Halsband-Bartvogel gemeinsam mit dem Rotgesicht-Bartvogel vorkommt, ist der Halsband-Bartvogel in eher dichteren Baumbeständen und in Wäldern entlang von Gewässerufern zu sehen.

## Lebensweise

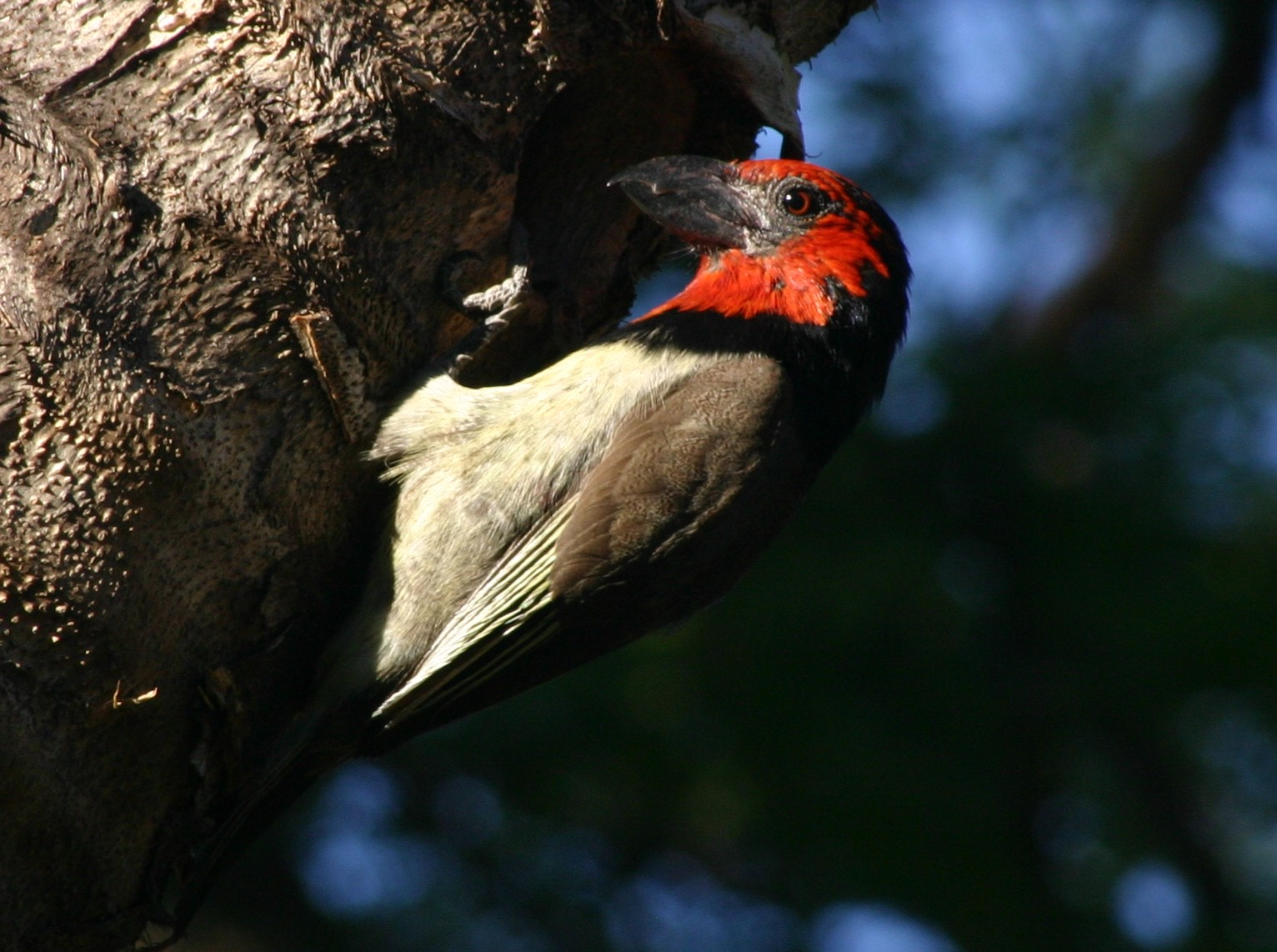
Halsband-Bartvogel an seiner Höhle

Halsband-Bartvögel leben entweder paarweise oder in kleinen Trupps von bis zu sechs Individuen. Bei diesen Trupps handelt es sich mit großer Sicherheit um die Elternvögeln mit ihrem ausgewachsenen, aber noch nicht verpaarten Nachwuchs. Dieser Nachwuchs übernimmt bei der Verteidigung der Nisthöhle eine Helferrolle.
Halsband-Bartvögel zeigen eine Reihe von Interaktionen mit dem Rotgesicht-Bartvogel, dem mittlerweile seltenen Feigen-Bartvogel, dem Braunbrust-Bartvogel, den zur Gattung Stactolaema gehörenden Spiegel-, Oliv- und Strohkopf-Bartvögeln. Interaktionen umfassen Grußhandlungen und sogar artübergreifende Duette. Der Halsband-Bartvogel wurde auch schon dabei beobachtet, wie er den Eingang von Nesthöhlen des deutlich kleineren Gelbstirn-Zwergbärtlings erweitert oder in die Nisthöhle des Diadem-Bartvogels schlüpft. Beide Handlungen gegenüber diesen kleineren Vogelarten sind vermutlich auf Konkurrenzverhalten zurückzuführen. Die Nisthöhlen waren in beiden Fällen für den Halsband-Bartvogel ungeeignet, da sie in verhältnismäßig dünne Äste gehackt waren, die dem Halsband-Bartvogel keine Möglichkeit gaben, die Nisthöhlen auf eine für ihn geeignete Größe zu erweitern.
Das Nahrungsspektrum der Halsband-Bartvögel besteht überwiegend aus Früchten. Gefressen werden unter anderem Guaven, Feigen und Beeren. Sie nehmen außerdem Insekten zu sich. Es sind territoriale Vögel, wobei die Reviergröße in Abhängigkeit von den örtlichen Gegebenheiten schwankt. In Kenia betrugen Reviere etwa 21 Hektar, in Sambia 50 und in Südafrika bis zu 125 Hektar. Sie sind Höhlenbrüter, die ihre Höhle in einem toten Baum oder einem toten Ast selbst zimmern. Gewöhnlich wird in jeder Fortpflanzungsperiode eine neue Höhle gezimmert, allerdings kommt es gelegentlich vor, das sie alte Nisthöhlen ein weiteres Mal nutzen. Sie wurden auch schon in den aufgegebenen Nisthöhlen von Spechten beobachtet. Am Bau der Nisthöhle ist nur das verpaarte Paar eines Trupps beteiligt. Gewöhnlich findet sich die Nisthöhle zwei bis vier Meter oberhalb des Erdbodens.
Zu den Brutparasiten des Halsband-Bartvogels zählt der Kleine Honiganzeiger. Diese Vogelart reagiert auf die Duettgesänge von Halsband-Bartvögeln. Es wurde bereits beobachtet, dass ein Kleiner Honiganzeiger einzelne Halsband-Bartvögel innerhalb eines Trupps angriff. Möglicherweise handelte es sich dabei um das Männchen, das so den Trupp ablenkt, damit sein Weibchen ihr Ei in die Nisthöhle der Halsband-Bartvögel legen kann. In Nisthöhlen von Halsband-Bartvögeln wurden aber auch schon die blutigen Überreste von Weibchen der Kleinen Honiganzeiger gefunden, was darauf hinweist, dass diese Art zwar in starkem Maße Halsband-Bartvögel parasitieren, diese aber über ein Abwehrverhalten dagegen verfügen.
Das Gelege besteht aus einem bis fünf Eiern. Die Brutzeit ist nicht bekannt, nach dem Schlüpfen bleibt über eine Zeitdauer von fünf bis sechs Tagen ein Mitglied des Trupps immer in der Nähe der Nisthöhle. Die Elternvögel und die Helfer tragen Futter heran. Die Nestlinge öffnen allmählich ihre Augen zwischen dem 11. und 19. Lebenstag, mit etwa 28 Lebenstagen erscheinen sie am Höhleneingang, wenn Futter herangetragen wird. Mit etwa 33 bis 35 Lebenstagen fliegen sie aus. Der Familienverband bleibt für wenigstens fünf Monate beieinander, zumindest einige der überlebenden Jungvögel bleibt darüber hinaus im Trupp.

## Unterarten
Es sind sieben Unterarten bekannt:
- Lybius torquatus zombae (Shelley, 1893) kommt im Süden Tansanias bis in den Süden Malawi und das nordöstliche und zentrale Mosambik vor.
- Lybius torquatus pumilio Grote, 1927 ist im Osten der Demokratischen Republik Kongo bis ins westliche Tansania, das nördliche Malawi, das östliche Sambia und nordwestliche Mosambik verbreitet.
- Lybius torquatus irroratus (Cabanis, 1878) kommt im Osten Kenias bis Zentraltansania vor.
- Lybius torquatus congicus (Reichenow, 1898) ist im südlichen zentralen Gebiet der Demokratischen Republik Kongo sowie dem Norden Angolas bis in den Norden Sambias verbreitet
- Lybius torquatus vivacens Clancey, 1977 kommt im östlichen Simbabwe bis in den Süden Malawis und das südliche zentrale Mosambik vor.
- Lybius torquatus bocagei (Sousa, 1886) ist im Süden Angolas und dem Norden Namibias bis ins südwestliche Sambia, das westliche Simbabwe und das nordwestliche Botswana verbreitet.
- Lybius torquatus torquatus (Dumont, 1805) kommt im südöstlichen Botswana und in Südafrika vor.

## Belege